# RTNC2
RTNC2 est une chaîne de télévision locale publique congolaise diffusée à Kinshasa crée en mars 1999.

## Histoire de la chaîne
À la suite de la libéralisation des médias, et pour faire face à une concurrence de plus en plus agressive des télévisions privées à Kinshasa vis-à-vis du pouvoir et de la RTNC, le ministre de l’Information et de la Presse, Didier Mumengi, procède, en mars 1999, à l’ouverture de la RTNC2, chaîne à vocation provinciale. L'unique chaîne publique RTNC est alors rebaptisée RTNC1 et affirme alors sa vocation nationale. Aujourd'hui, la RTNC2 a pour mission principale: "le développement de la République Démocratique du Congo".

## Organisation

### Dirigeants
La Rtnc2 est dirigée par un directeur-coordonnateur, madame Josette KAYA BULAMATADI.

### Capital
RTNC2 est une chaîne publique détenue à 100 % par la Radio-Télévision nationale congolaise, société publique de radiodiffusion et télévision de l'État congolais.

## Programmes
Les programmes de RTNC2  sont composés de l’actualité de proximité, des émissions de développement et de divertissement à l’intention de la population kinoise, et de ses environs, mais aussi de l'ensemble de la République Démocratique du Congo.

### J.T. en lingala facile
J.T. en lingala facile est une émission produite par l’hôtel de ville de Kinshasa, diffusée sur la RTNC2. Le journal quotidien est présenté par Zacharie Bababaswe en lingala facile, c’est-à-dire en lingala de Kinshasa, contenant beaucoup d’emprunts de français.

## Diffusion
La RTNC2 n’est diffusée que sur le réseau terrestre local UHF de Kinshasa.